# مارفين فيتوري
مارفين فيتوري(بالإنجليزية: Marvin Vettori) من مواليد 20 سبتمبر 1993 هو رياضي إيطالي محترف في الفنون القتالية المختلطة يتنافس حاليًا في قسم الوزن المتوسط في بطولة القتال النهائي. كان فيتوري محترفًا منذ عام 2012، وهو بطل سابق لبطولة فيناتور إف سي للوزن الخفيف. وإعتبارًا من 2 فبراير 2022 يحتل فيتوري المركز الثاني في تصنيفات الوزن المتوسط في بطولة القتال النهائي.

## البطولات و الإنجازات

### الفنون القتالية المختلطة
- أداء الليل (مرتان) ضد كارل روبرسون و باولو كوستا (فنان قتال مختلط).[5][6]
- قتال الليل (مرة واحدة) ضد جاك هيرمانسون.[7]

## سجل الفنون القتالية المختلطة
| السجل المهني |        |         |
| 24 نزال      | 18 فوز | 5 خسارة |
| ضربة قاضية   | 2      | 0       |
| إخضاع        | 9      | 0       |
| قرار القضاة  | 7      | 5       |
| تعادل        | 1      | 1       |

المصدر:

## روابط خارجية
- مارفين فيتوري على موقع بوكس ريك (الإنجليزية) (registration required)
- مارفين فيتوري على موقع يو إف سي (الإنجليزية)
- مارفين فيتوري على موقع شيردوغ (الإنجليزية)
- مارفين فيتوري على موقع Tapology.com (الإنجليزية)
- مارفين فيتوري على موقع فايت ماتريكس (الإنجليزية)
- مارفين فيتوري  على موقع UFC